# Extra FM
Extra FM is de voormalige publieke, lokale omroep voor de gemeente West Maas en Waal. De radioprogramma's van Extra FM werden in het Land van Maas en Waal uitgezonden via kabelfrequentie FM 93.1 en ether FM 107.2.

## Geschiedenis
De omroep begon begin jaren negentig met uitzenden vanuit een woonhuis in Puiflijk. Later was de studio gevestigd in Wamel.
Tijdens de Nijmeegse Vierdaagse en de Vierdaagsefeesten deed Extra FM verslag. Vanaf juli 2008 werkte de omroep tijdens de Vierdaagse samen met alle andere lokale omroepen in de buurt van Nijmegen: Lokale Omroep Mill, GL8, de Wijchense Omroep en RTV Totaal.
Extra FM ging later op in streekomroep RN7.